# Hey, Mamma!
Hey, Mamma! é uma canção da banda SunStroke Project. Eles irão representar a Moldávia no Festival Eurovisão da Canção 2017.